# Wohnhausgruppe Ludwigstraße
Die Wohnhausgruppe Ludwigstraße im niedersächsischen Nordenham im Landkreis Wesermarsch stammt vom späteren 19. Jahrhundert. Die Nr. 8 war das erste Rathaus der Gemeinde.
Aktuell (2023) werden sie als Wohnhäuser und gewerblich genutzt.
Die Gebäude stehen unter Denkmalschutz (siehe auch Liste der Baudenkmale in Nordenham).

## Beschreibung
Die Wohnhausgruppe besteht aus den vier Häusern:
- Nr. 8: Zweigeschossiges verputztes giebelständiges Eckgebäude von um 1880, gebaut als erstes Rathaus der Gemeinde Atens (seit 1908 Stadt Nordenham); heute ist hier u. a. ein Fitnessstudio und das heutige Rathaus Nordenham steht an der Walther-Rathenau-Straße.[2]
- Nr. 10: Zweigeschossiges verputztes traufständiges Gebäude mit geschossteilendem Gesims und Schaufenster im EG, heute u. a. mit Imbiss-Restaurant.[3]
- Nr. 12: Zweigeschossiges traufständiges verputztes, teils später verklinkertes (EG) Gebäude mit geschossteilendem Gesims und Dachhaus mit gerahmten eckigen Fenstern.[4]
- Nr. 14: Eingeschossiges traufständiges verputztes Gebäude mit geschossteilendem Gesims.[5]

Das Landesdenkmalamt befand zur Bedeutung als Teil einer Gruppe: „… geschichtlich …“